# Zimbern
Die Zimbern (Eigenbezeichnung Zimbarn oder Tzimbar) sind eine bairische Sprachminderheit, die in einigen (großteils ehemaligen) Sprachinseln in den oberitalienischen Gebieten Autonome Provinz Trient und Region Venetien lebt. Ihre traditionelle Mundart, das Zimbrische, in den Sieben Gemeinden seit dem 17. Jahrhundert zur Schriftsprache ausgebaut, wird heute noch von wenigen hundert Menschen gesprochen. Alle Bewohner dieser Sprachinseln sprechen auch Italienisch, viele auch Standarddeutsch. Nur in der Trentiner Gemeinde Lusern ist das Zimbrische noch Alltagssprache.

## Sprach- und Siedlungsgebiet

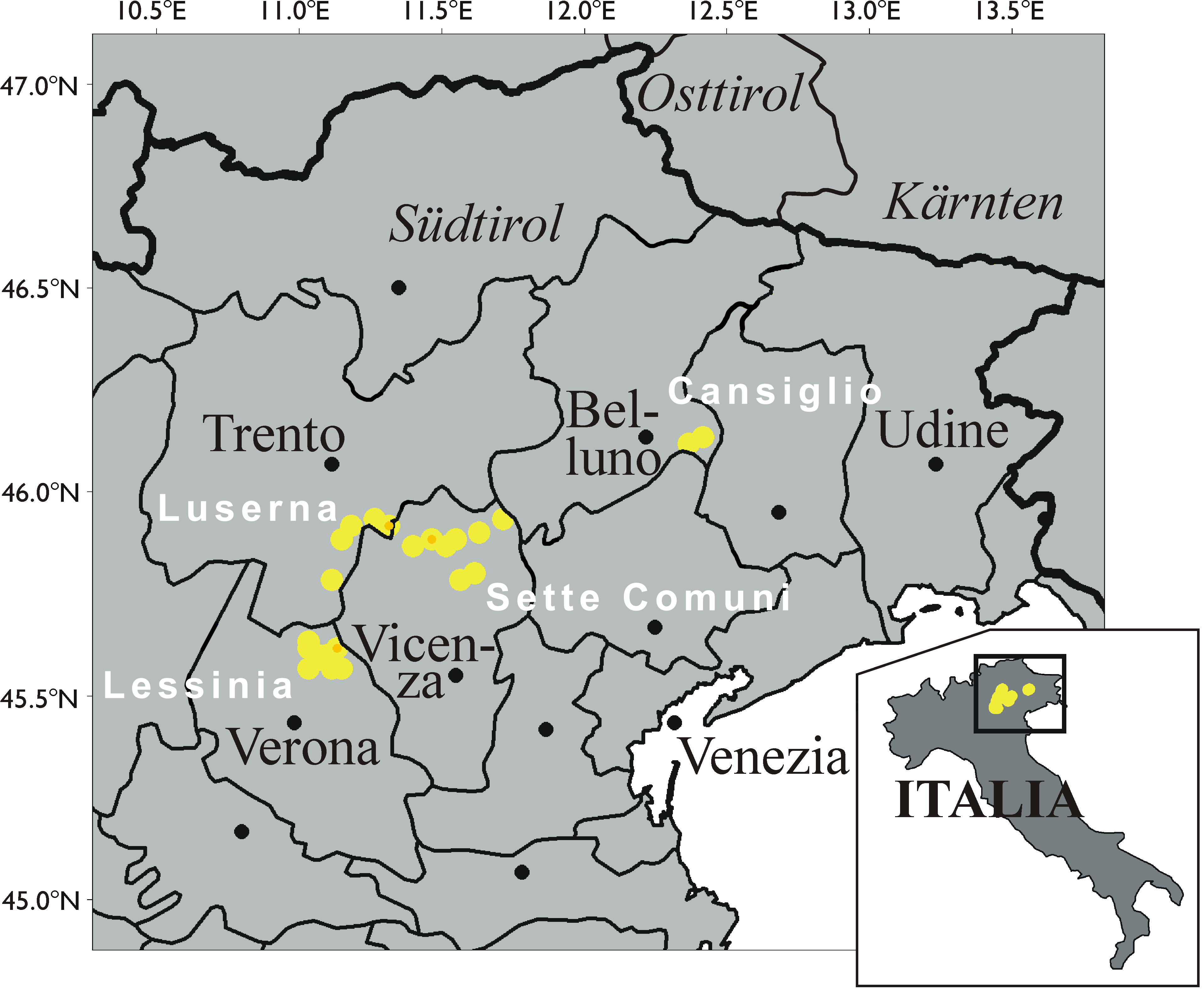
Historische (gelb) und gegenwärtige (orange) Ausbreitung der zimbrischen Sprache.

Die Zimbern leben in drei zum Teil weit auseinander liegenden historischen Landstrichen, daher differieren die lokalen Varianten des Zimbrischen sehr deutlich:

### Sieben Gemeinden
Die Sieben Gemeinden, zimbrisch Siben Komoin, italienisch Sette Comuni, liegen auf dem Hochplateau nordwestlich von Vicenza in der Region Venetien. Die einzelnen Orte heißen:
- Asiago, zimbrisch Sleghe/Schlège, deutsch Schlägen
- Gallio, zimbrisch Gell(e)/Ghel, deutsch Gelle
- Roana, zimbrisch Robàan, deutsch Rovan oder Rain
- Foza, zimbrisch Vüsche/Vütsche/Fütze
- Enego, zimbrisch Ghenebe/Jenève, deutsch Jeneve
- Rotzo, zimbrisch Rotz, deutsch Ross
- Lusiana, zimbrisch Lusaan, deutsch Lusian

In  Mittebald/Toballe (Mezzaselva), einem Ortsteil von Robàan (Roana), gibt es gemäß einer Untersuchung von 2012 noch einige wenige Sprecher, die das Zimbrische vor allem in Erinnerungskontexten verwenden.
Bis vor wenigen Jahrzehnten wurde auch im Cansiglio, Region Venetien, in drei Gemeinden zimbrisch gesprochen:
- Farra d’Alpago (Provinz Belluno): in den Weilern Campon, Pian Osteria und I Pich
- Fregona (Provinz Treviso): in den Weilern Vallorch und Le Rotte
- Tambre (Provinz Belluno): in den Weilern Val Bona, Pian dei Lovi, Canaie Vecio und Pian Canaie

Die Siedler kamen ab 1707 aus Roana (Sieben Gemeinden) hierher. Vermutlich wurde ein Maximum von 500 Einwohnern erreicht; 1877 waren es 280 Einwohner. Die Sprachinsel existiert nicht mehr, nur noch (Flur-)Namen erinnern an die zimbrische Vergangenheit. Allerdings beschäftigen sich die Bewohner des Cansiglio neuerdings sehr intensiv mit ihrer zimbrischen Geschichte.

### Dreizehn Gemeinden
Die Dreizehn Gemeinden, ital. Tredici Comuni, auch Lessinien oder italien. Lessinia genannt, liegen weit südwestlich von den Sieben Gemeinden und Lusern und gehören zur Provinz Verona (Region Venetien). Auch sie liegen auf einer von Bergen umsäumten abgelegenen und isolierten Hochebene, die von der Talseite nur schwer zugänglich ist.
Ortschaften sind:
1. Velo Veronese, zimbrisch Vellje, deutsch Feld
2. Roverè Veronese, deutsch Rovereid
3. Erbezzo, deutsch gen Wiesen
4. Selva di Progno, zimbrisch Brunghe, deutsch Prugne, mit Giazza, zimbrisch Ljetzan, deutsch Gletzen oder Gliesen
5. Bosco Chiesanuova, zimbrisch Nuagankirchen, deutsch Neuenkirchen
6. Badia Calavena, zimbrisch Kalfàain, Màbado oder Kam’Abato, deutsch Kalwein oder Kalfein
7. Cerro Veronese, zimbrisch Tschirre oder Sèr, „deutsch“ Silva Hermanorum
8. San Mauro di Saline, deutsch Sankt Moritz
9. Azzarino, zimbrisch/deutsch Asarin, heute Ort der Gemeinde Velo Veronese
10. San Bortolo, zimbrisch Bòrtolom, eingemeindet nach Selva di Progno
11. Val di Porro, deutsch Porrental, eingemeindet nach Bosco Chiesanuova
12. Tavernole, heute Ort von San Mauro di Saline
13. Camposilvano, deutsch Kampsilvan, eingemeindet nach Velo Veronese

In Ljetzan (Giazza), einer Ortschaft in der Gemeinde Selva di Progno, gibt es gemäß einer Untersuchung von 2012 noch einige wenige Sprecher, die das Zimbrische vor allem in Erinnerungskontexten verwenden.

### Trentino

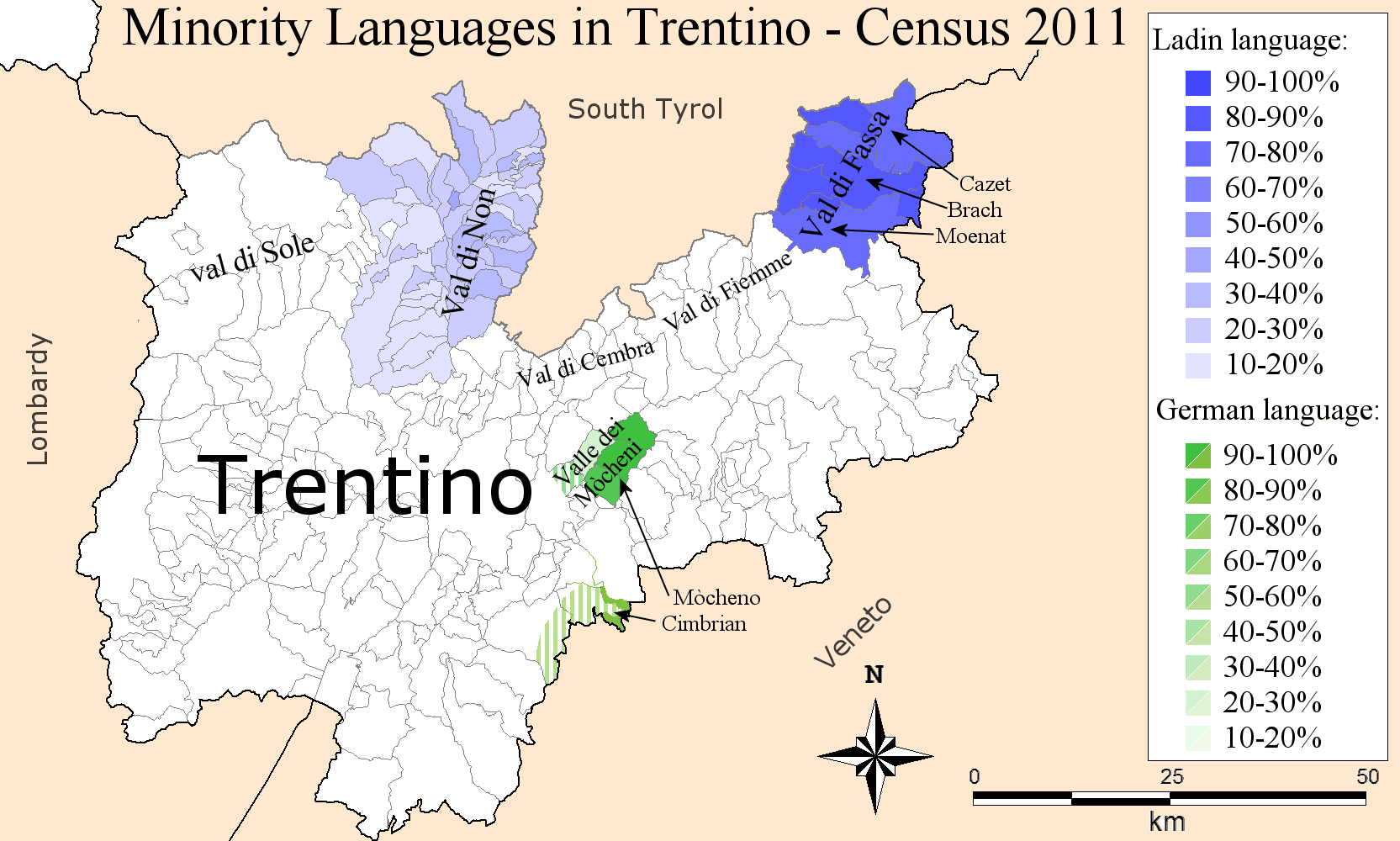
Bairische Dialekte im Trentino:
Zimbrisch und Fersentalerisch

Auf der gleichen Hochebene wie die Sieben Gemeinden, jedoch etwa 30 km nordwestlich, südlich der oberen Valsugana und des Caldonazzosees in der Provinz Trient, Region Trentino-Südtirol liegen
- Lusern, italienisch Luserna
- Folgaria, zimbrisch Folgrait, deutsch Vielgereuth
- Lavarone, zimbrisch Lavròu, deutsch Lafraun
- Terragnolo, zimbrisch/deutsch Leimtal
- Vallarsa, zimbrisch/deutsch Brandtal
- Trambileno, zimbrisch/deutsch Trumelays
- Valle dei Ronchi, zimbrisch/deutsch Reuttal, heute Teil von Ala

In Lusern hat sich aufgrund der besonders isolierten Lage das Zimbrische am besten erhalten und wird von fast allen Einwohnern im Alltag gesprochen.
In den Lusern am nächsten gelegenen Orten Lavarone/Lafraun und Folgaria/Vielgereuth wurde noch bis ins 20. Jahrhundert hinein zimbrisch gesprochen. Die Sprache gilt dort jedoch seit der faschistischen Zeit (1922–1943) als ausgestorben; heute erinnern nur noch Familien- und Flurnamen an die zimbrische Vergangenheit der Orte. Im Terragnolo, der Vallarsa und im Trambileno ist das Zimbrische schon im 19. Jahrhundert ausgestorben. Im Terragnolo hat Bruno Schweizer für seinen Zimbrischen und fersentalischen Sprachatlas, in der Vallarsa Hugo-Daniel Stoffella die Reste des Zimbrischen dokumentiert.

## Andere südbairische Sprachinseln in Nordostitalien
Nicht zu verwechseln mit dem Zimbrischen sind eine Reihe weiterer oberdeutscher Sprachinseln im Alpenraum.
Ebenfalls im Trentino, allerdings nördlich des oberen Valsugana, liegt in der Provinz Trient, Region Trentino-Südtirol das Fersental, deren Mundart, das Fersentalerische, den Tiroler Dialekten näher steht als das Zimbrische. Die Fersentaler werden von den Italienern als „Mòcheni“ bezeichnet (angeblich, weil sie häufig das Wort mòchen „machen“ verwenden):
- Palù del Fersina, fersent. Palae en Bersntol, deutsch Palai im Fersental
- Fierozzo, fersent. Vlarötz, deutsch Florutz
- Frassilongo-Roveda, fersent. Garait, deutsch Gereut mit der Fraktion Roveda, fersent. Oachlait, deutsch Eichleit

Oberdeutsche Sprachinseln weiter im Osten (Karnische Alpen) sind
- Sappada (plodnerisch: Plodn, deutsch: Bladen),
- Timau (tischelwangerisch: Tischlbong, deutsch: Tischlwang) und vor allem
- Sauris (Zahrer: De Zahre, deutsch [die) Zahre], alle in der ehemaligen Provinz Udine (Region Friaul-Julisch Venetien).

In diesen östlichen Sprachinseln werden bairische Mundarten mit deutlichen Osttiroler Elementen gesprochen. Die Sprache Sappadas geht vorwiegend auf das Osttirolerische zurück, da die Besiedelung – wahrscheinlich um das Jahr 1270 – direkt aus dem Pustertal und dem Vilgratental erfolgte.
Das Kanaltal (ital. Val Canale) mit dem Hauptort Tarvis (ital. Tarvisio) gehört nicht zu den deutschen Sprachinseln, sondern ist ein Teil des Kärntner Sprachraums, der seit 1918 zu Italien gehört.
Weitere oberdeutsche Sprachinseln gibt es in Nordwestitalien (Regionen Piemont und Aostatal). Die dortigen Sprecher sind Walser und sprechen höchstalemannische Dialekte.

## Geschichte
In einem Nachtrag von zirka 1050 des Cod. lat. 4547 der Bayerischen Staatsbibliothek von Benediktbeuern wird erwähnt, dass Bauern aus dem Westen des Stammesherzogtums Baiern in Zeiten der Hungersnot nach Verona auswanderten; es dürfte sich hierbei um den ersten historischen Beleg für die Einwanderung handeln. Im Laufe des 11. und 12. Jahrhunderts siedelten sie sich, aus Bayern und Tirol kommend, hier an.
Eine Theorie nimmt an, dass diese deutschen Siedler möglicherweise nach Italien gerufen wurden, weil sie gute Holzschnitzer und Zimmerleute waren und/oder weil sie Holzkohle herstellen konnten, damit hohe Temperaturen zum Metallschmelzen erreicht werden konnten. Einer Version zufolge rief 1287 Bartolomeo I. della Scala, der Herr von Verona, einige Familien von Holzschnitzern, Tzimberer (mittelhochdeutsch für „Zimmerer“), zur Arbeit in den weiten Wäldern von Lessinia (Dreizehn Gemeinden). Eine wesentlich plausiblere Theorie mutmaßt, dass die zimbrischen Sprachinseln durch Zuwanderung ganzer Sippschaften entstanden, die wegen erheblicher Versorgungsprobleme auf Grund der im 11. und 12. Jahrhundert starken Bevölkerungszunahme im Stammesherzogtum Baiern in diese durchweg abgelegenen, isolierten und oft auch klimatisch und landwirtschaftlich unattraktiven Gebiete zogen. Die Langobardentheorie des Zimbrischen, welche 1948 von Bruno Schweizer entwickelt wurde und die Zimbern als letzte Nachfahren der Langobarden betrachtet, wird hingegen von den meisten Sprachwissenschaftlern verworfen.
Im Lauf der Jahrhunderte wurden die Zimbern zur fest etablierten Minderheit in den venetianischen Alpen. Sie unterhielten Handelsbeziehungen zur Seemacht Venedig, der sie insbesondere Bauholz lieferten. Im Gegenzug gewährte ihnen der Doge weitreichende Autonomierechte und kulturelle Souveränität. Diese „Freiheiten“ gingen im Gefolge der Napoleonischen Kriege und der damit einhergehenden Übereignung Venedigs an das Haus Österreich verloren.
1866 ging Venetien im aufstrebenden Königreich Italien auf. Nach 1915, während sich Italiener und Österreicher im Krieg gegenüberstanden, betrachteten die Italiener die Zimbern gemeinhin als „Fünfte Kolonne“ Wiens. Die deutsche Sprache, die schon ab dem Spätmittelalter und der Frühneuzeit aus verschiedenen Gründen sowohl im österreichischen Welschtirol wie auch in Venetien auf dem Rückzug war und sich zunehmend auf die Bergdörfer beschränkte, geriet im 19. Jahrhundert vollends unter Druck. Allein zwischen 1820 und 1900 verminderte sich die Anzahl deutschsprachiger Ortschaften um rund 90 Prozent.
Besonders im Bereich der Sieben Gemeinden und um Lusern, die im Dolomitenkrieg unmittelbar an der Front auf der italienischen (Sieben Gemeinden) bzw. auf der österreichisch-ungarischen Seite (Lusern) lagen, tobten während des Ersten Weltkrieges mörderische Schlachten. Die Einwohner der in Italien liegenden Sieben Gemeinden wurden während dieser Zeit in die Poebene deportiert, diejenigen vom in Österreich liegenden Lusern nach Aussig in Nordböhmen evakuiert.
Nach der Machtübernahme der italienischen Faschisten (1922) erreichte die von Benito Mussolini und vor allem Ettore Tolomei beförderte Italianisierung der nicht italienischsprachigen Gegenden des Landes einen neuen Höhepunkt. Nun wurde das Zimbrische nicht allein im öffentlichen, sondern auch im privaten und familiären Bereich unter scharfen Strafandrohungen verboten. Im Rahmen der 1939 von Adolf Hitler und Mussolini ausgearbeiteten „Option“, in das Deutsche Reich überzusiedeln, wählten die Einwohner von Lusern wie auch des Fersentals fast durchgängig die Auswanderung und wurden 1942 nach Böhmen umgesiedelt, woher sie 1945 aber wieder in ihre Dörfer zurückkehrten. Gemäß einem italienischen Gesetz von 1949 erhielten die zurückgekehrten Luserner und Fersentaler die italienische Staatsbürgerschaft und ihren nach der Aussiedelung sequestierten Besitz zurück.
Obwohl die Südtiroler heute über ein weit reichendes Autonomiemodell verfügen (siehe Autonomie Südtirols), machte sich für die Zimbern zunächst niemand stark. Die kleinen Sprachinseln konnten sich im Lauf der letzten Jahrzehnte nur schwer behaupten und unterlagen vielfach dem italienischen Assimilierungsdruck.
In den 1990er-Jahren setzte sich insbesondere der damalige österreichische Außenminister Alois Mock (Besuch in Lusern zum Friedenstreffen im August 1993) bei der EU und anderen internationalen Organisationen für die zimbrischen Sprachinseln ein.
Der Gebrauch der Sprache ist heute vor allem wegen der Abwanderung der jungen Leute in die Wirtschaftszentren zwar immer noch im Rückgang begriffen, in jüngster Zeit werden aber besonders in Lusern, aber auch im Fersental sowie in den Sieben Gemeinden (Robaan, italienisch Roana) und den Dreizehn Gemeinden Mundart und Tradition auch von den Regionen Trentino-Südtirol bzw. Venetien und der EU gefördert. Darüber hinaus haben viele der Zimberngemeinden (insbesondere Lusern und Sappada) durch den Ausbau des Tourismus gute wirtschaftliche Perspektiven (unter anderem werben sie inzwischen mit ihrer zimbrischen Sprache und Tradition), so dass die Abwanderung der jungen Leute gestoppt werden kann. Die Einwohner der Zimbernorte – auch die nicht-zimbrischsprechenden – sind mittlerweile stolz auf ihre Tradition und engagieren sich für deren Bewahrung. Bis heute wird die zimbrische Sprache von ein paar tausend Leuten im Alltag gebraucht.
Mittlerweile gibt es auch ein Fernsehprogramm in zimbrischer Sprache. Die wöchentliche Sendung Zimbar Earde wird über den Satelliten Eutelsat Sky630 im Kanal Trentino TV ausgestrahlt. Die Beiträge sind zum Teil auch online verfügbar. In der Zeitung l’Adige erscheinen zweimal im Monat Beiträge auf Zimbrisch.

## Bezeichnung der Sprachminderheit
Die Zimbern nennen sich selbst Tzimbar oder Cimbarn. Andere Bezeichnungen für die Zimbern sind Cymbr, Cimbri, Tzimber, Tauch (von „deutsch“). Die Fersentaler werden dagegen von den Italienern Mocheni genannt, weil die Fersentaler sehr häufig das Wort mochen (dt. „machen“) verwenden.
Als die deutschen Sprachinseln in Oberitalien im 14. Jahrhundert von der Wissenschaft entdeckt wurden, stellten italienische Humanisten die heute nicht mehr haltbare Theorie auf, die Zimbern seien die Nachfahren der antiken Kimbern des 2. Jahrhunderts v. Chr. Die Selbstbezeichnung als Zimbern könnte sich möglicherweise aber auch von althochdeutsch zimbar „Bauholz“ herleiten (vergleiche dazu die verwandten Formen neuhochdeutsch „Zimmer(mann)“, englisch timber „Bauholz“). In der Tat waren viele Zimbern Zimmerleute und für ihre handwerklichen Fähigkeiten weithin bekannt. Unklar ist aber, seit wann die Zimbern sich selbst als solche bezeichnen. Da die zimbrischen Sprachinseln aber jeweils sehr isoliert liegen und früher so gut wie keine Kontakte untereinander hatten, so dass eine frühe einheitliche Selbstbezeichnung eher unwahrscheinlich ist, spricht manches dafür, dass die Zimbern die Nomenklatur der Humanisten des 14./15. Jahrhunderts für sich übernommen haben. So ist z. B. in Lusern der Begriff di zimbar zung für die zimbrische Sprache erst jüngeren Ursprungs. Die Luserner nennen ihre Sprache einfach nur Ren az be biar (übers. „reden wie wir“).

## Sprache und Tradition
1602 ließ Bischof Marco Corner von Padua den Katechismus Christlike unt korze Dottrina, eine Übersetzung der italienischen Dottrina christiana breve von Kardinal Robert Bellarmin, als ältestes Buch in zimbrischer Sprache in Vicenza drucken. Um 1685/86 behandelte auch der Universalgelehrte Gottfried Wilhelm Leibniz die zimbrische Sprache. In der 6. Auflage des 2. Teils seiner Erdbeschreibung machte der deutsche Kosmograph Anton Friedrich Büsching 1769 die Zimbern im deutschen Sprachraum bekannt. In den Jahren 1813 und 1842 wurde der damalige italienische Katechismus Piccolo Catechismo ad uso del Regno d’Italia erneut ins Zimbrische übersetzt und gedruckt.
Mitte des 19. Jahrhunderts bereiste der bayerische Philologe und Linguist Johann Andreas Schmeller mehrfach die zimbrischen Sprachinseln und erkannte, dass das Zimbrische ein Mittelhochdeutsch bairisch-tirolerischer Ausprägung ist, das seit dem Hochmittelalter gesprochen wird. Im Jahr 1855 gab Schmeller ein Cimbrisches Wörterbuch heraus.
Das Zimbrische ist ein Dialekt mit lokalen Varianten, der, ähnlich dem Walserdeutschen, noch immer auf alt- und frühmittelhochdeutschen Mundarten beruht. Er hat sich in einem Jahrtausend weniger als andere deutsche Dialekte verändert. Gesprochen werden (bzw. wurden ursprünglich) in jeder der Sprachinseln eigene Dialekte mit altertümlichen Merkmalen, die für die übrigen Deutschsprachigen nur sehr schwer zu verstehen sind. Die zimbrischen Dialekte können somit aufgrund der Unterschiede sowohl zum Standarddeutschen, zu den bairischen Dialekten als auch zum Fersentalerischen in Grammatik, Wortschatz und Aussprache als eine eigene Sprache aufgefasst werden.
Man darf die Zimbern jedoch nicht mit den ebenfalls deutschsprachigen Südtirolern verwechseln, die einen neuzeitlichen südbairischen Dialekt sprechen und wesentlich weiter nördlich siedeln. Zwischen den Zimbern – im Gegensatz zu den Fersentalern wegen ihrer besonderen wirtschaftlichen Tätigkeit – und den Südtirolern gab es in früheren Zeiten kaum kulturelle Kontakte, deren Mundarten trennen ganze Zeitalter.
Im 20. Jahrhundert befassten sich vor allem Bruno Schweizer und der bayerische Forscher Hugo Resch aus Landshut mit der Mundart der Zimbern, Beiträge zur Erforschung und Dokumentation stammen auch von Anthony Rowley. Der Münchner Sprachwissenschaftler Hans Tyroller hat in erster Linie den Luserner Dialekt studiert und 1997 eine umfassende Grammatik vorgelegt.
Eine der am besten erhaltenen und aktivsten Sprachinsel der Zimbern ist heute das rund 300 Einwohner zählende, jahrhundertelang isoliert gelegene Alpendorf Lusern. Dort sprechen auch heute noch die meisten Einwohner im Alltag die zimbrische Mundart. Es existieren ein umfangreiches Dokumentationszentrum, das eigene Publikationen herausgibt und regelmäßig Ausstellungen veranstaltet, sowie ein bekannter zimbrischer Chor (Coro Polifonico Cimbro, seit 1992). Anfang 2005 wurde das „Kulturinstitut Lusern“ gegründet. Schon am Ortseingang werden die Besucher mit einem Schild auf Italienisch, Zimbrisch und Hochdeutsch begrüßt.
Die zimbrischen und bairischen Sprachinseln in den Provinzen Trient (Lusern und Fersental), Verona (Dreizehn Gemeinden), Vicenza (Sieben Gemeinden), Belluno (Sappada) und Udine (Tischlwang, ital. Timau und Zahre, ital. Sauris) unterhalten heute zur Festigung ihrer besonderen Traditionen enge Kontakte untereinander.
Es gibt auch Bestrebungen in Deutschland, Österreich und Südtirol, die Mundart und Geschichte der Zimbern nicht nur vollständig zu erforschen und zu dokumentieren, sondern auch die Zimbern bei der Pflege ihrer Sprache und Tradition nachhaltig zu unterstützen.